# Bernhard Christian Schleep
Bernhard Christian Schleep (* 4. April 1768 in Frielingen; † 27. Mai 1838 in Schleswig-Friedrichsberg) war ein Hofintendant, Kammerrat, Zoologe und Ornithologe.

## Leben und Wirken
Bernhard Christian Schleep war ein Sohn des Försters und Verwalters Johannes Schleep († 8. August 1819 in Breitenbach am Herzberg) und dessen Ehefrau Maria Christina, geborene Stritter (* 1747; † 2. Dezember 1811 in Frielingen). Bereits während seiner Jugend in Hessen unternahm er mit seinem Vater Wanderungen durch die Natur. Später arbeitete er als Kammerrat und Hofintendant für den Statthalter Landgraf Karl von Hessen-Kassel auf Schloss Gottorf. 
Wie Johann Casimir Benicken, mit dem er befreundet war, sammelte Schleep Naturalien. 1827 verfügte er über ungefähr 280 Arten europäischer Vögel. Hinzu kamen circa 50 verschiedene Säugetiere. Grönländische Walfänger hatten ihm zudem einen Eisbären und einen Narwal übergeben, die in Schleswig-Holstein Attraktionen darstellten.
Schleep trug schließlich insgesamt mehr als 600 Vögel zusammen. Er vermachte diese mit seinem Testament vom 22. Dezember 1828 Landgraf Karl, der sie 1833 kaufte. Friedrich VI. schenkte die Sammlung, die heute nicht mehr existiert, 1837 der Universität Kiel. Lediglich einige Bücher zur Vogelkunde, die Teil von Schleeps Bibliothek gewesen waren, sind in der Kieler Universitätsbibliothek zu finden.
Mit Schleeps Sammlungen entstanden erstmals tiefere Beobachtungen der Vogel- und Fischfauna der Region um Schleswig. Die Erkenntnisse fanden Eingang in die zoologische Literatur des 20. Jahrhunderts. Er tauschte Vogelbälge mit bekannten Ornithologen wie Johann Friedrich Naumann, Christian Ludwig Brehm, Bernhard Meyer oder Johann Philipp Achilles Leisler. Außerdem arbeitete er für Brehm an der vogelkundlichen Zeitung „Ornis“ mit. Am 21. September 1830 übernahm er die Leitung der zoologischen Fachsitzung der Versammlung der Naturforscher und Ärzte. Bei dieser Veranstaltung referierte er in Hamburg über seine Erfahrungen, die er über die Abnormitäten von Dorsch und Steinbutt gemacht hatte.
Schleep, der eine Tochter hatte, starb unverheiratet.